# Osprynchotus ethiopicus
Osprynchotus ethiopicus är en stekelart som beskrevs av Alessandro Ghigi 1911. Osprynchotus ethiopicus ingår i släktet Osprynchotus och familjen brokparasitsteklar. Inga underarter finns listade i Catalogue of Life.